# كأس إنترتوتو 2007
كأس إنترتوتو 2007 (بالإنجليزية: 2007 UEFA Intertoto Cup)‏ هو موسم من كأس إنترتوتو. أقيم خلال الفترة 23 يونيو 2007 وحتى 29 يوليو 2007، وبمشاركة  50 فريقاً، وفاز فيه نادي هامبورغ.